# Манхэттен

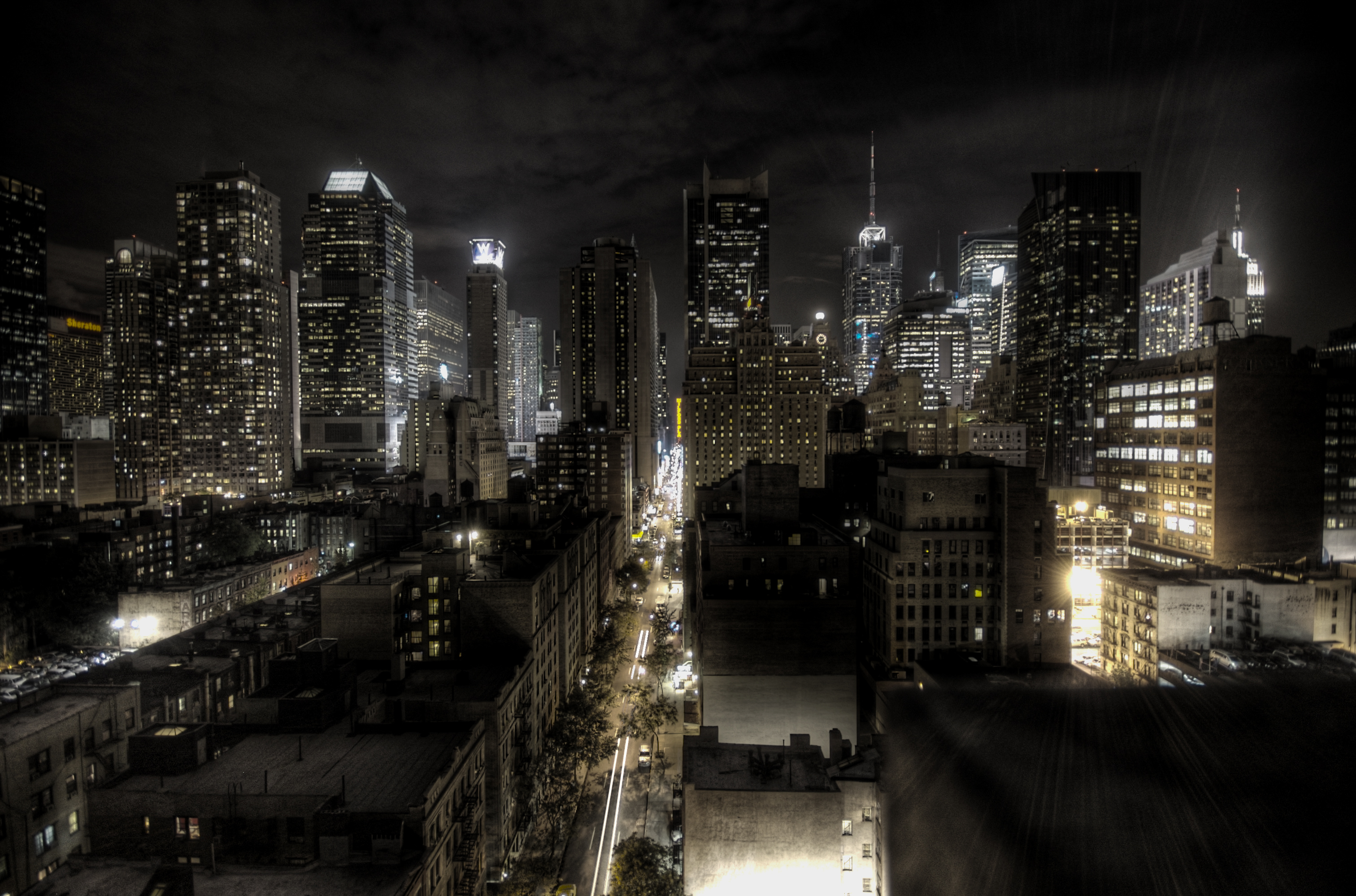
Ночной вид

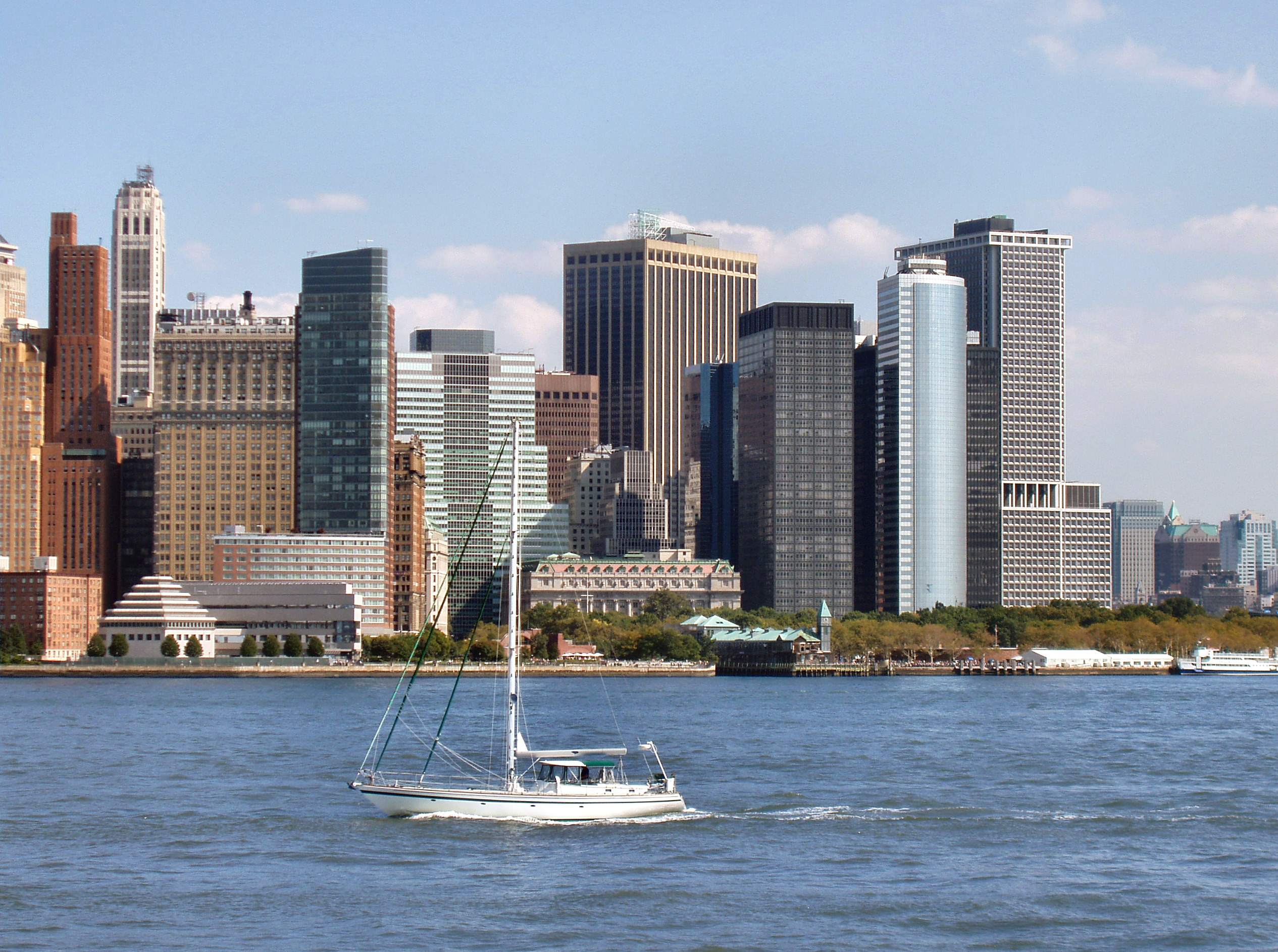
Вид со стороны Верхней бухты

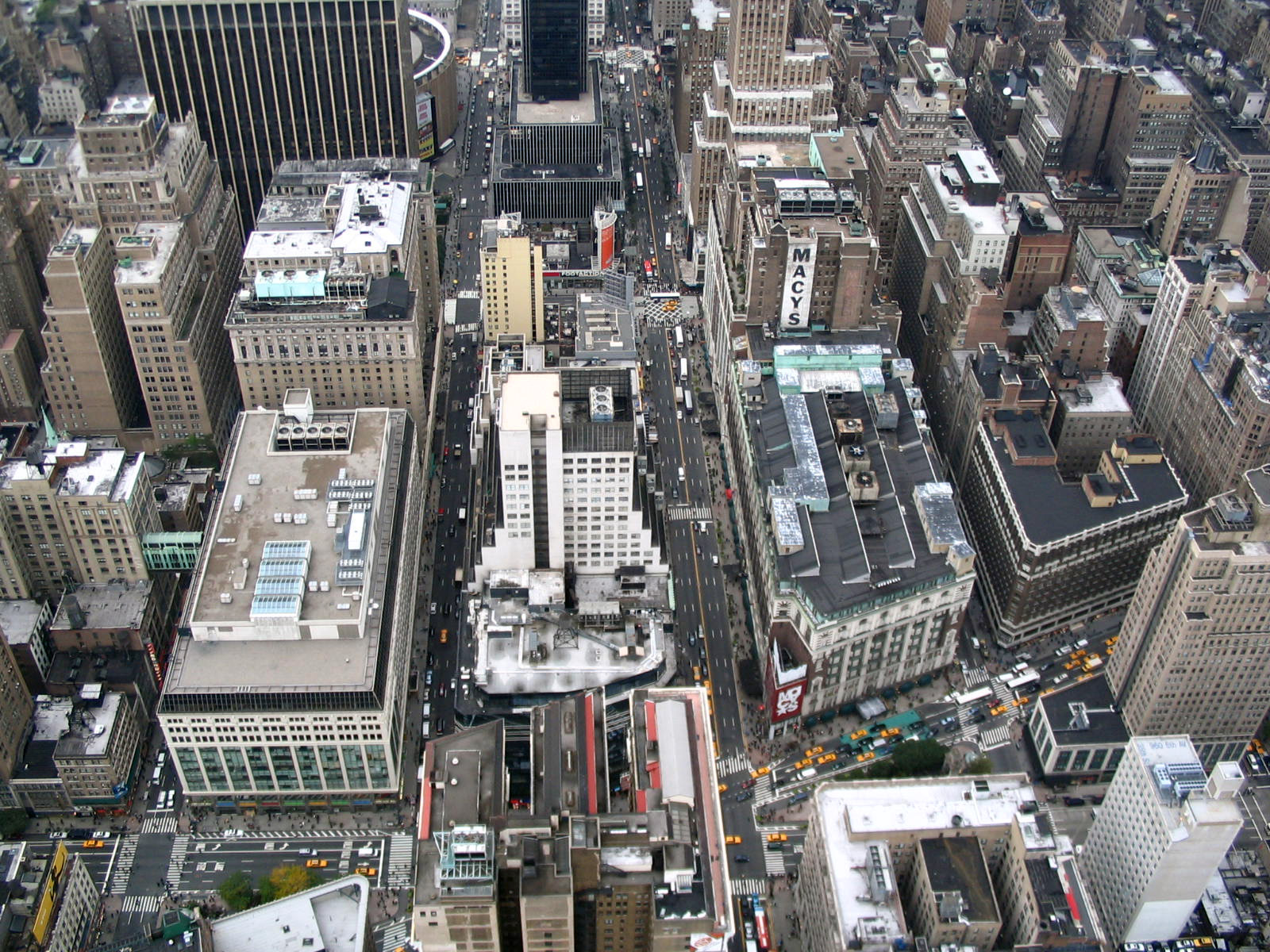
Вид на перекресток Бродвея, Шестой авеню и 34-й улицы с крыши Эмпайр-стейт-билдинг

Манхэ́ттен (англ. Manhattan [mænˈhætən]) — историческое ядро города Нью-Йорка и одно из пяти его боро. Кроме острова Манхэттен, боро включает в себя несколько небольших островов (см. География Манхэттена).
Площадь округа Нью-Йорк, в который входит Манхэттен, — 59,47 км². Площадь же острова Манхэттен составляет 58,8 км², а население — 1,619 миллиона человек (по данным на 2012 год). Это один из самых маленьких и самый густонаселённый из округов США.
В боро Манхэттен расположены высочайшие небоскрёбы, среди которых Всемирный торговый центр 1, Эмпайр-стейт-билдинг, Крайслер-билдинг, Вулворт-билдинг, Метлайф-тауэр, Уолл-стрит, 40, Рокфеллеровский центр.

## Название

### Этимология
Название Манхэттен происходит от слова манна-хата, что на одном из алгонкинских языков означает «холмистый остров» или «малый остров». Впервые оно было отмечено в дневнике Робера Жюэ (фр. Robert Juet), офицера на яхте «Полумесяц» (см. Манхэттен до Новых Нидерландов) 2 октября 1609 года.
На карте 1610 года слово «Манна-хата» упоминается дважды; индейцами Манахата здесь названо племя, обитающее в устье реки, впоследствии названной Гудзоном. В 1625 году директор Вест-Индской Компании Йоханнес де Лат (нидерл. Johannes de Laet) в своей книге «Новый Свет» назвал эту реку «Манахата»; в издании 1630 года той же книги он пишет об острове Манхаттас.

### Об использовании словМанхэттениНью-Йорк
Кроме Манхэттена, в состав города Нью-Йорк входят ещё 4 боро (городских округа), которые были объединены в один город в 1898 году. До этого название Нью-Йорк (ранее — Новый Амстердам) относилось только к Манхэттену. Поэтому иногда в качестве синонима слова Манхэттен используются названия Нью-Йорк или Сити.
Боро Манхэттен и округ Нью-Йорк (англ. County of New York) занимают одну и ту же территорию, но в официальном употреблении преобладает название округа (см. Городское управление и округа). Например, почтовые адреса в боро пишутся так: «New York, New York», где первое — указание на город, второе — на штат (например, почтовые адреса для Статен-Айленда обозначаются как «Richmond, New York»).
Вышеуказанная омонимичность может приводить к двусмысленности, особенно если учесть одинаковые названия города и штата, в котором он находится; иногда смысл слова Нью-Йорк можно определить лишь из контекста. Так, например, большинство русских американцев Нью-Йорком называет весь город, а боро — Манхэттеном. В классической литературе и в среде людей, сохраняющих традиции XIX века, а также в речи жителей самого Манхэттена слова Нью-Йорк или Сити часто означают Манхэттен. Для ясности штат Нью-Йорк обозначают как Нью-Йорк-Стейт (англ. New York State), а город — как Нью-Йорк-Сити (англ. New York City).

### Предложное управление
В русском языке корректность выбора предлогов «на»/«в», «с»/«из» перед названием Манхэттена зависит от того, имеется ли в виду остров или район города.

## История

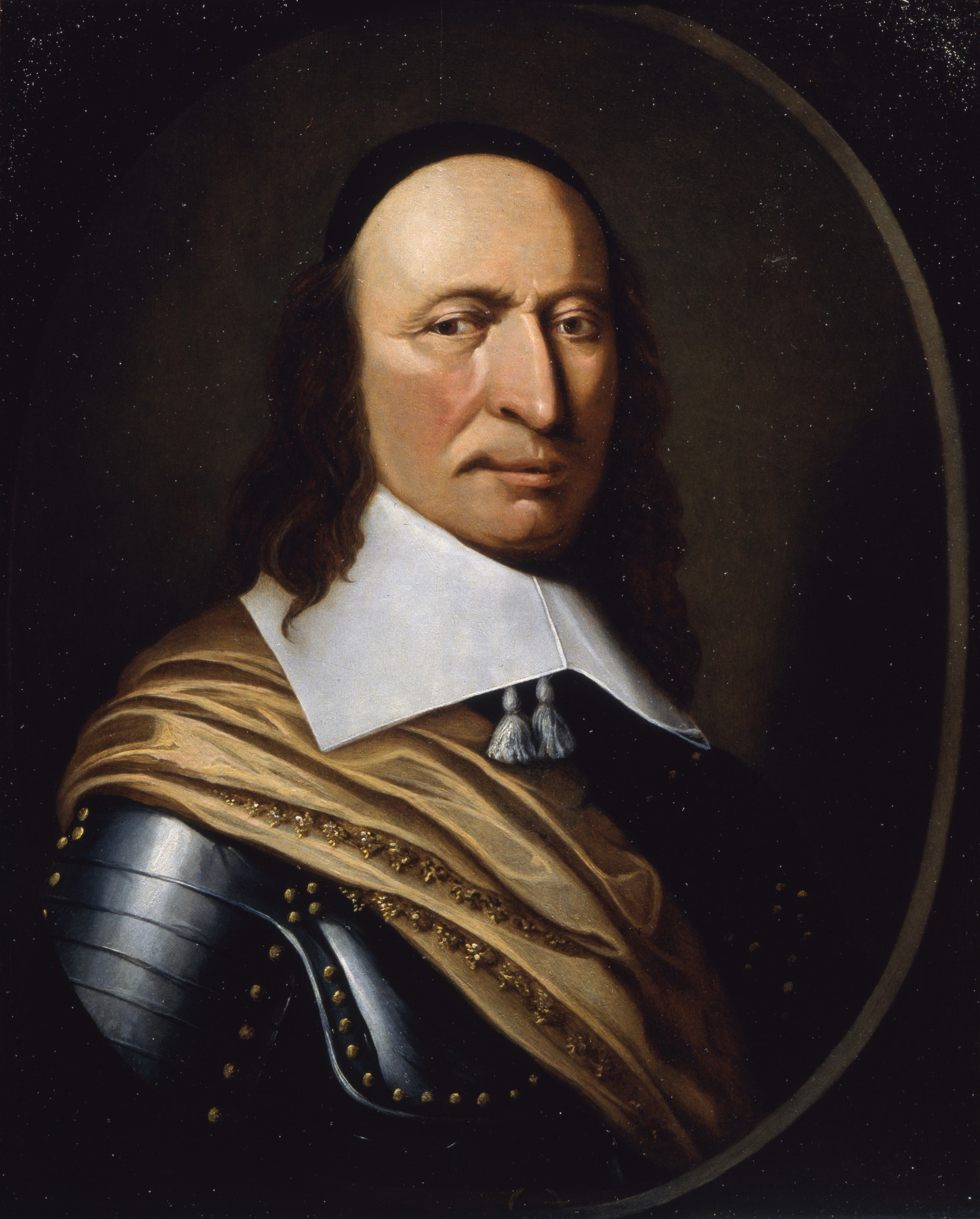
Петер Стёйвесант, последний голландский губернатор. Человек, обеспечивший сохранение голландских традиций свободы и терпимости в условиях английского господства.

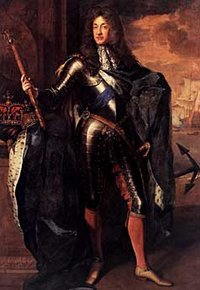
Герцог Йоркский — человек, именем которого назван Нью-Йорк.

### Манхэттен до Новых Нидерландов
До прихода европейцев Манхэттен и правый берег Гудзона населяли индейцы делавары (ленапе) из группы алгонкинов.
Существует мнение, что нью-йоркская бухта была открыта в 1524 году итальянским мореплавателем Джованни да Верраццано, который состоял на французской службе, и несколько месяцев спустя — португальцем на испанской службе Эштеваном Гомешом. В действительности же не сохранилось никаких доказательств этих открытий: расчётов координат, записей наблюдений или карт. Единственным свидетельством является рассказ о том, что моряки видели дельту реки, которая, возможно, была Гудзоном. Корабли не заходили в залив и, соответственно, не исследовали его и впадающую реку, пока этого не сделали голландцы в 1609 году; по крайней мере, об этом не сохранилось никаких письменных источников.
В 1602 году Генеральные штаты Соединённых Провинций (Нидерландов) основали Объединённую Ост-Индскую Компанию, поставив перед ней задачу найти северо-западный путь в Азию и присоединить к Нидерландам открытые территории. 3 сентября 1609 года английский мореплаватель Генри Хадсон, работавший на эту компанию, подошёл на корабле «Полумесяц» (нидерл. Halve Maen) к земле, которая сейчас называется Нью-Йорком. Он исследовал береговую линию и 12 сентября 1609 года пошёл вверх по реке, носящей ныне его имя. Хадсон объявил открытые им земли собственностью своего работодателя.
Хотя пути в Азию найдено не было, земли, открытые Хадсоном, оказались одними из лучших в Северной Америке для пушной торговли. Европейцы не занимались добычей пушнины, за них это делали индейцы, у которых европейцы её выменивали на различные предметы обихода. Вскоре развилась и договорная торговля, когда индейцы готовили товар к приплытию конкретного купца, который, в свою очередь, выполнял конкретные заказы местных жителей. Постепенно стали привозить не только предметы непосредственного обихода, но и приспособления для обработки мехов на месте самими охотниками и их семьями. Такая торговля была исключительно выгодна обеим сторонам. Для индейца нож или зеркало представляли значительную ценность по сравнению со шкурами бобров.

### Новый Амстердам под властью Соединённых Провинций (Голландии)
Голландская провинция Новые Нидерланды была основана в 1624 году примерно 30 семьями переселенцев из Амстердама. В 1625 году второй директор Новых Нидерландов, Виллем Верхюлст (нидерл. Willem Verhulst), основал на острове Манхэттен город Новый Амстердам, который первоначально занимал небольшую южную часть острова. Нынешний сине-бело-оранжевый флаг Манхэттена — «потомок» флага Нидерландов XVII века. Тогда же голландский военный инженер ван Лоббрехт (нидерл. van Lobbrecht) заложил здесь крепость.
В 1626 году третий директор Новых Нидерландов Петер Минёйт (нидерл. Peter Minuit) купил у местных индейцев на территории нынешнего квартала Инвуд весь остров за вещи, стоившие тогда 60 гульденов. Нынешняя оценка земель острова составляет ориентировочно 49 миллиардов долларов.

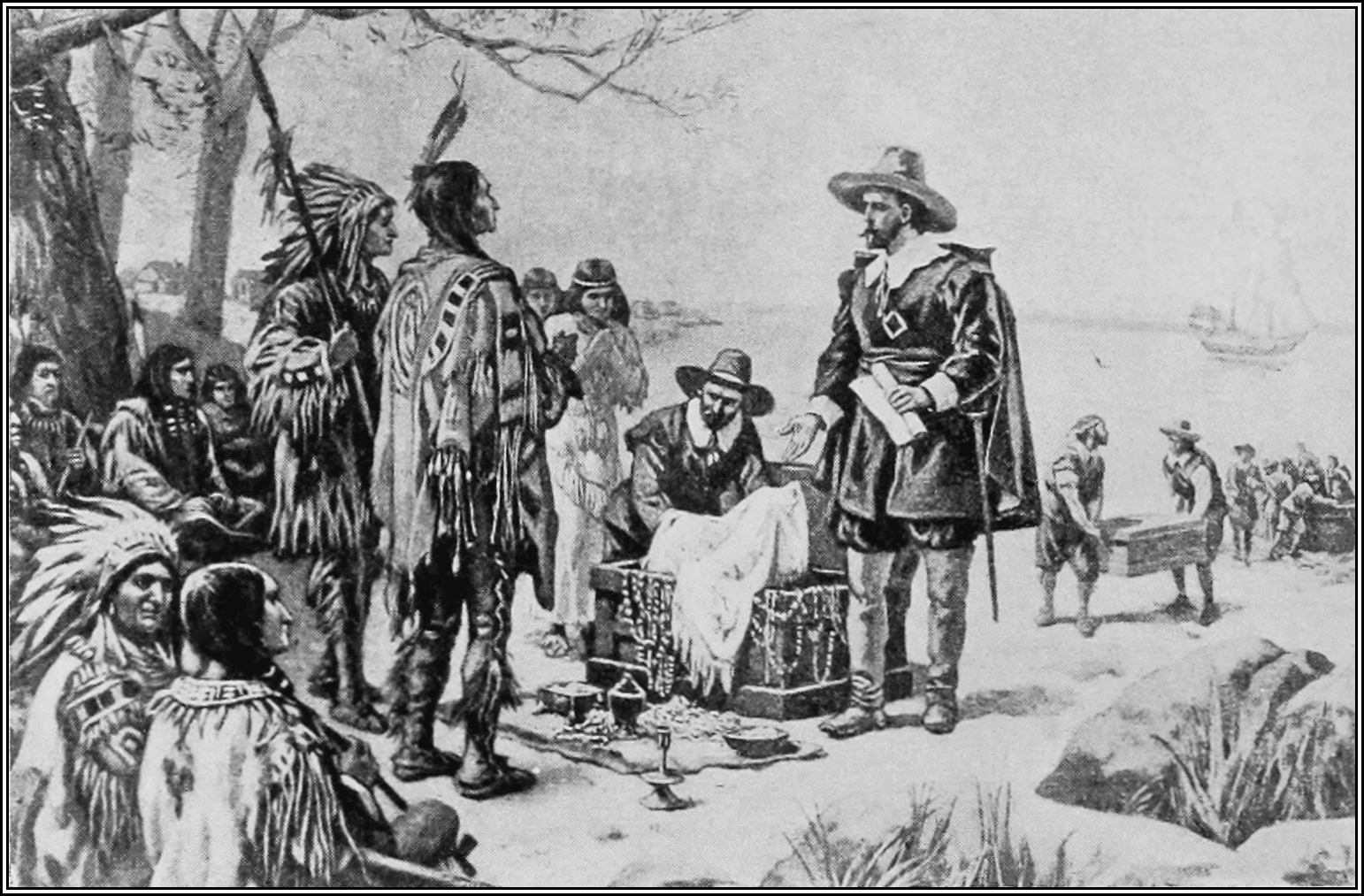
Покупка Манхэттена (картина 1909 года)

### Англо-нидерландские войны
В 1662 году, после реставрации монархии в Англии, Нидерланды заключили против неё союз с Францией. В ответ на это король Англии Карл II в 1664 году решил присоединить Новые Нидерланды к своим владениям в Северной Америке и передал их в дар своему брату Джеймсу, герцогу Йоркскому и Олбани, ставшему впоследствии королём Англии Яковом II. Яков получил титул Лорда-владетеля и снарядил хорошо вооружённую экспедицию из четырёх кораблей во главе с Ричардом Николсом, предложив жителям провинции сдаться.
Генеральный директор Петер Стёйвесант и совет провинции в условиях, когда давлению Англии невозможно было противостоять, оговорили для жителей Новых Нидерландов права и свободы, которые были недоступны для их соседей из английских владений — Новой Англии и Виргинии.
Законы и политические традиции, существовавшие с 1624 года, были зафиксированы в Положении о переходе под английское управление. Так политические и религиозные свободы сохранились здесь и после установления английского владычества в Новых Нидерландах в 1674 году, и после создания Соединённых Штатов Америки оформлены как конституционная норма в Билле о Правах 1791 года.
Новый Амстердам был переименован в Нью-Йорк, а Новые Нидерланды — в провинцию Нью-Йорк. Ричард Николс стал первым английским губернатором новой колонии. Юридические основы городского самоуправления Нью-Йорка восходят к 1653 году, когда оно было введено в Новом Амстердаме.
Потеря Новых Нидерландов послужила поводом для ещё одной второй англо-голландской войны 1665—1667 годов, в результате которой Голландия по условиям Бредского соглашения 1667 года отказалась от своих претензий на Нью-Йорк, получив взамен Нидерландскую Гвиану — Суринам и остров Рун в составе архипелага Банда (территория современной Индонезии).
Любопытно, что менее чем через полгода, в январе 1668 года, Голландия вступила в союз с Англией против Франции, но уже в мае 1670 года Франция заключила тайный союз с Англией, и в марте 1673 года Англия и Франция совместно выступили против Голландии. В августе 1673 года голландский отряд численностью 600 человек под командованием капитана Антони Колве (нидерл. Anthony Colve) захватил Нью-Йорк и окружающую его территорию. Он назвал эту область Новый Оранж в честь Вильгельма Оранского и стал её губернатором. Голландское правление, однако, длилось недолго. В 1674 году подписан Вестминстерский договор, по которому Нью-Йорк возвращён Англии.

### Нью-Йорк в Войне за независимость

Инаугурация президента Вашингтона в манхэттенском Федерал-холле (1789).

Манхэттен оказался в центре событий Войны за независимость США. В результате военной ошибки генерала Вашингтона в июле 1776 года командующий британской армией виконт Уильям Хоу (англ. William Howe) сосредоточил войска на соседнем Статен-Айленде. Вашингтон, не зная, куда Хоу собирается направить свой удар, разделил свою и без того маленькую армию численностью 20 тысяч человек на две части между Нью-Йорком и Лонг-Айлендом. В результате Хоу, высадив 27 августа 1776 года 22 тысячи человек на Лонг-Айленде, захватил остров. Вашингтону удалось ночью эвакуировать остатки разбитой армии в Нью-Йорк. 15 сентября Хоу высадился в Нью-Йорке и так же быстро захватил его. Повстанцы отступили на север к Гарлемским высотам, где ныне расположен район Морнингсайд-Хайтс, и на следующий день силами 2 тысяч человек разбили пятитысячную британскую армию генерала Лесли (англ. Alexander Leslie). К середине ноября 1776 года серия боёв на Манхэттене закончилась захватом англичанами форта Вашингтон, находившегося на месте нынешнего района Вашингтон-Хайтс. Полный контроль над всем островом вновь перешёл к Англии.
Восставшие колонисты после этого так и не смогли захватить Манхэттен вплоть до самой эвакуации английских войск в 1783 году. На протяжении всей Войны за независимость Нью-Йорк оставался одним из основных оплотов англичан.

### Нью-Йорк до 1898 года

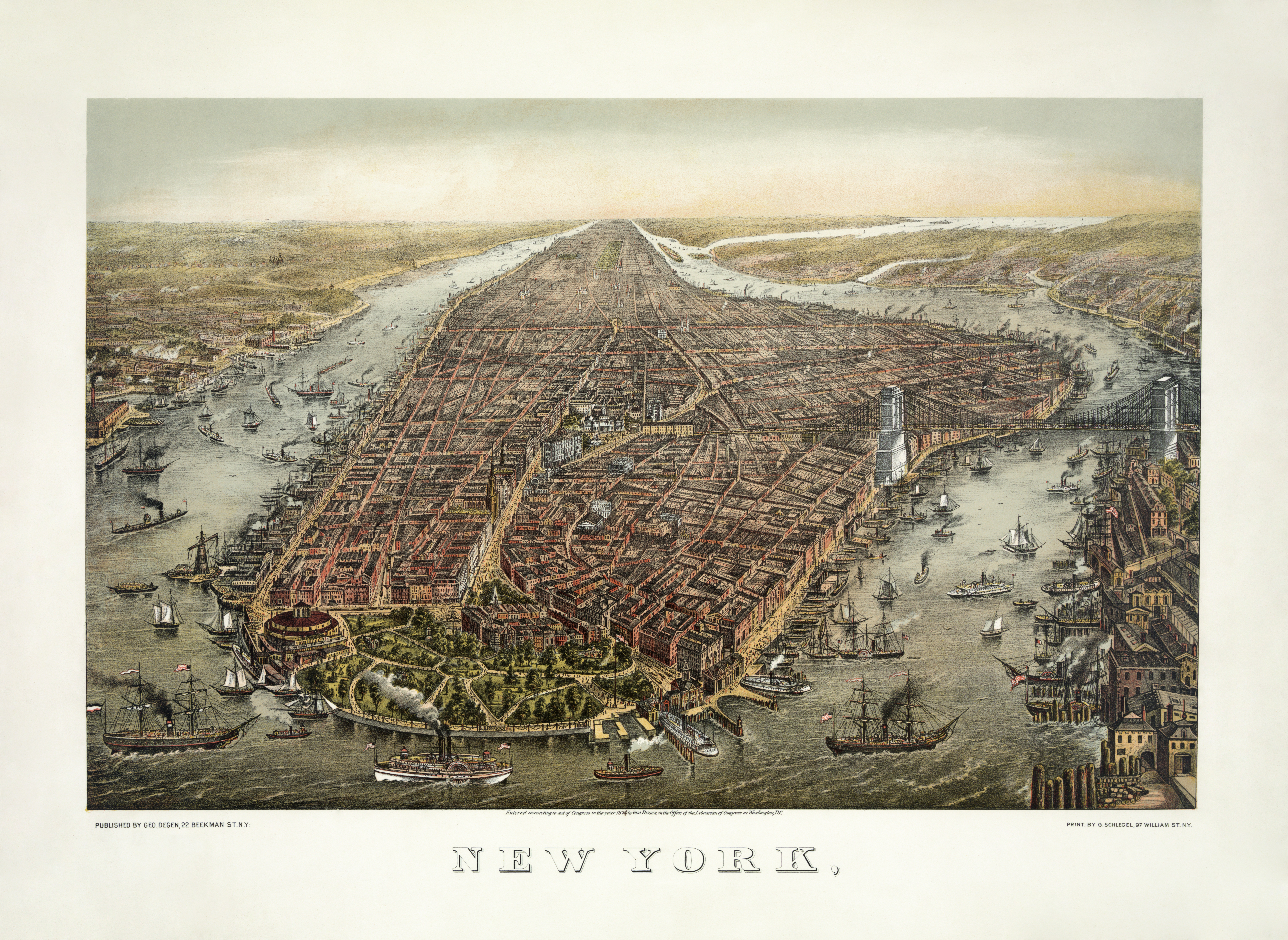
Панорама Манхэттена с высоты птичьего полёта в 1873 году

После провозглашения независимости город стал первой (временной) столицей США и сохранял этот статус до 1790 года.
В конце XIX века в несколько этапов к Нью-Йорку были присоединены части территории округа Уэстчестер на материке, которые составили боро Бронкс.
В 1895 году остров Манхэттен для улучшения судоходных возможностей реки Гарлем в его самой северной части был перерезан каналом, в результате чего от острова был отделён водой небольшой район Марбл-Хилл.
В 1898 году был образован город Нью-Йорк в составе пяти боро, в том числе Манхэттен и Бронкс, составлявшие вместе один округ Нью-Йорк (в составе штата Нью-Йорк).

### Манхэттен после 1898 года

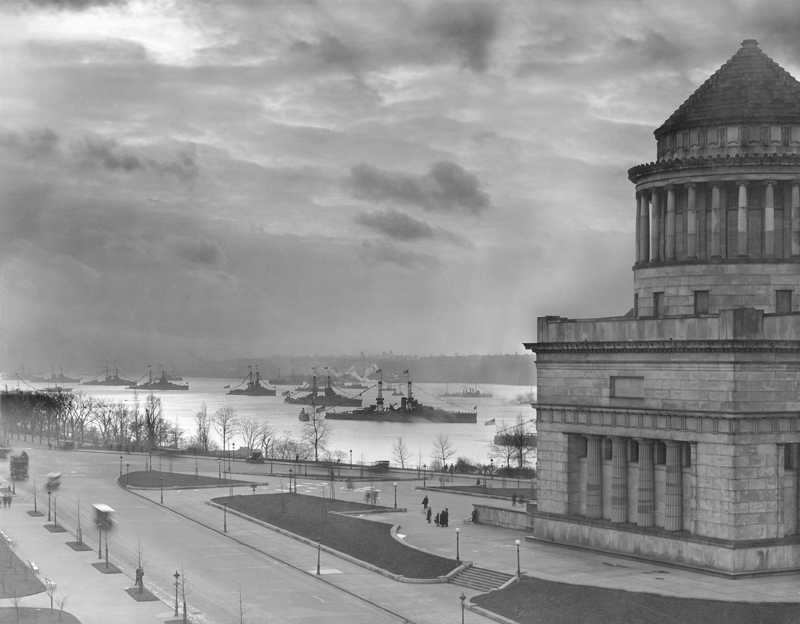
Фотография времён Первой мировой войны: военные корабли проходят мимо мавзолея Гранта.

С 1914 года Бронкс стал самостоятельным округом, и округ Нью-Йорк сейчас занимает ту же территорию, что и при его создании в XIX веке (то есть только Манхэттен).
В 1914 году пролив, отделяющий Марбл-Хилл от материка, был засыпан, и район, юридически принадлежащий Манхэттену, оказался физически связан с Бронксом. В 1939 году было вынесено судебное решение, согласно которому Марбл-Хилл был оставлен в составе Манхэттена, на что президент Бронкса Джеймс Лайонс (англ. James J. Lyons) назвал это решение Бронкскими Судетами, проводя параллель с аннексией Судетской области Чехословакии гитлеровской Германией, произошедшей годом раньше.

### Манхэттен в наши дни

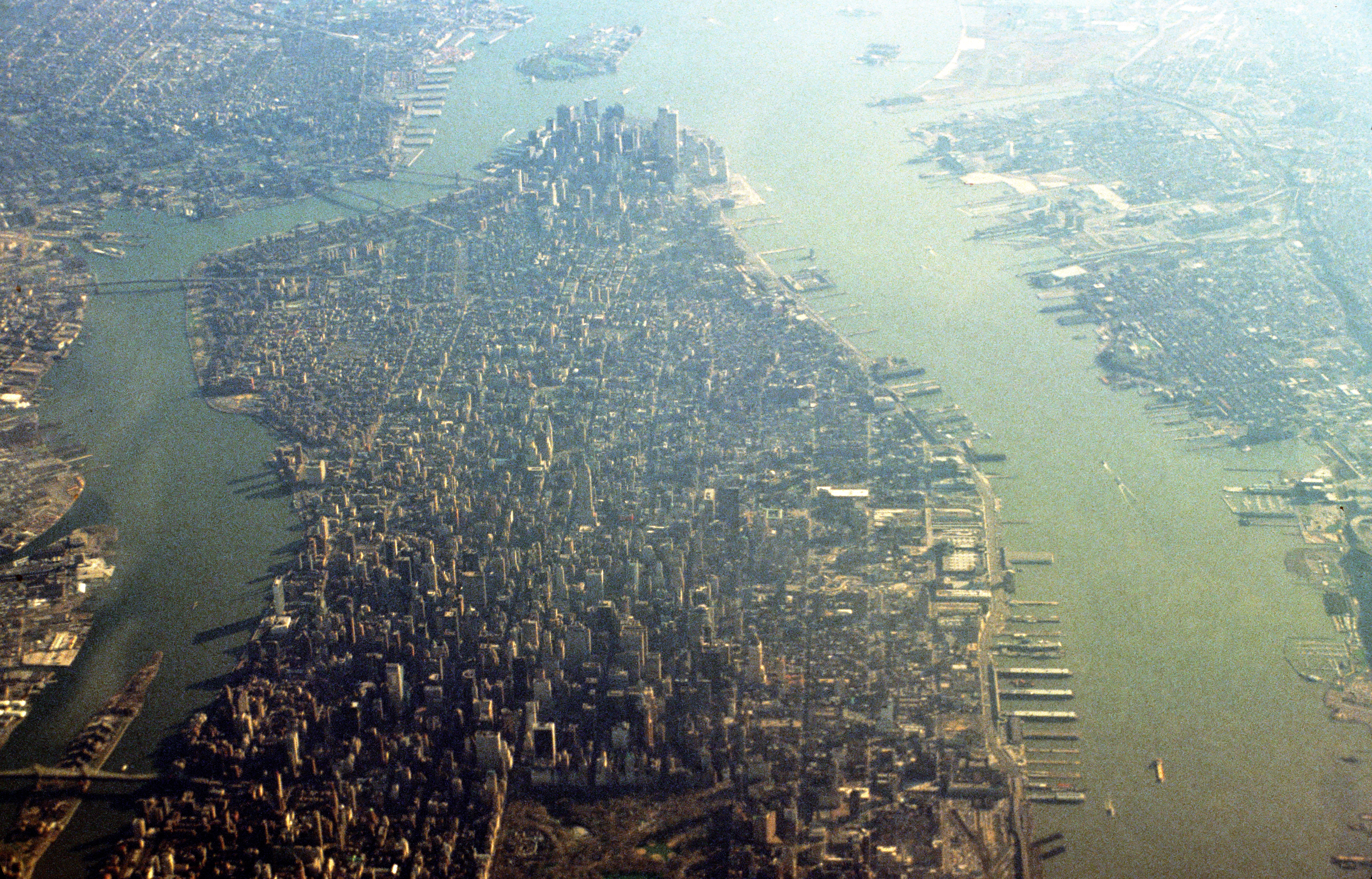
Манхэттен, 1990

Со второй половины 1960-х и в течение 1970-х средний класс Манхэттена начал перебираться в пригороды.
В 1980-е эта тенденция сменилась интересом населения к удовольствиям городской жизни и неограниченным возможностям, которые представляет современный Манхэттен.
Глубокие следы в жизни Манхэттена оставили террористические акты 11 сентября 2001 года, когда были разрушены Башни-близнецы.

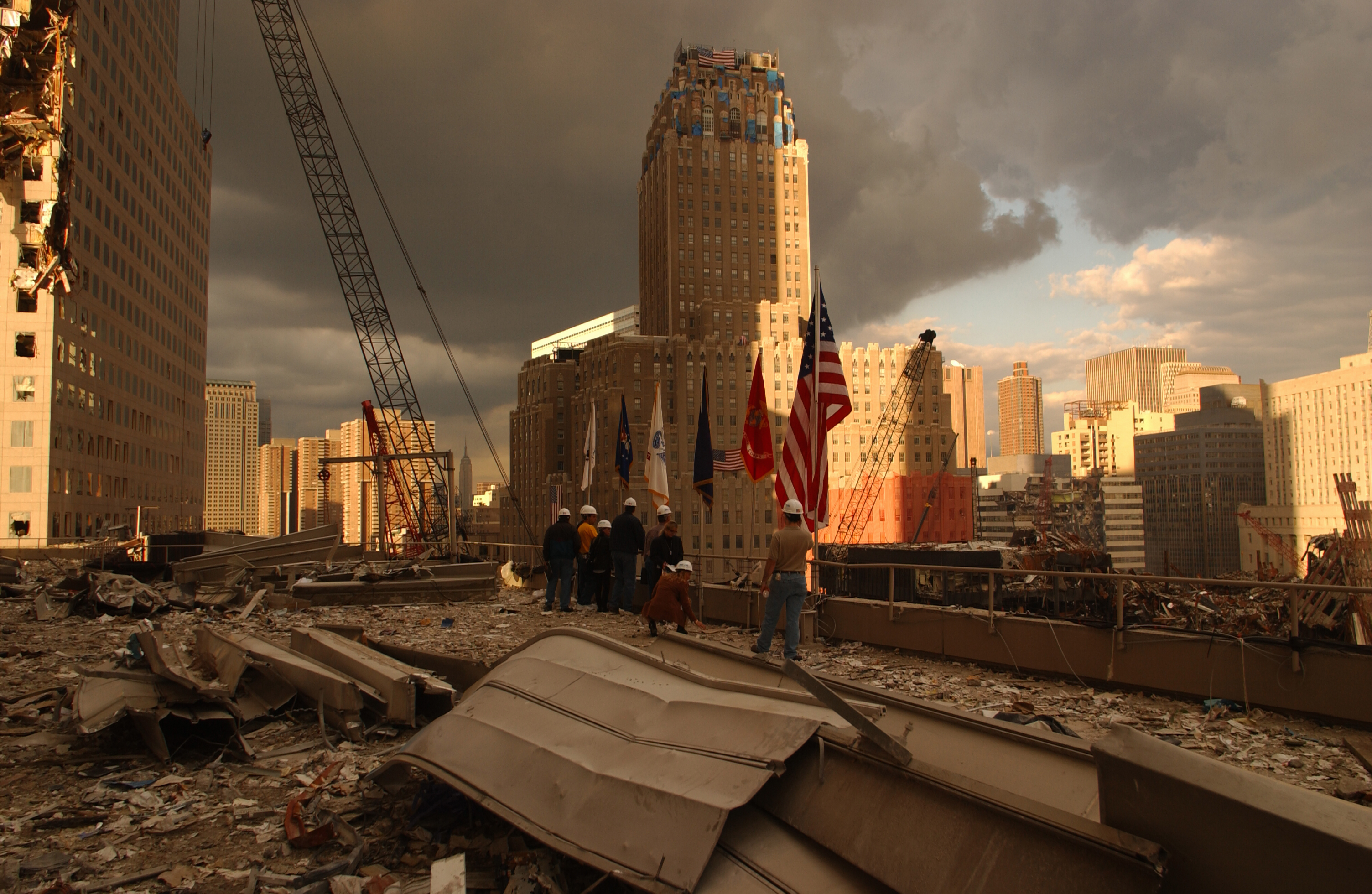
Последствия теракта

В 2012 году ураган «Сэнди», бушевавший с 29 по 31 октября произвёл некоторые разрушения.

## География

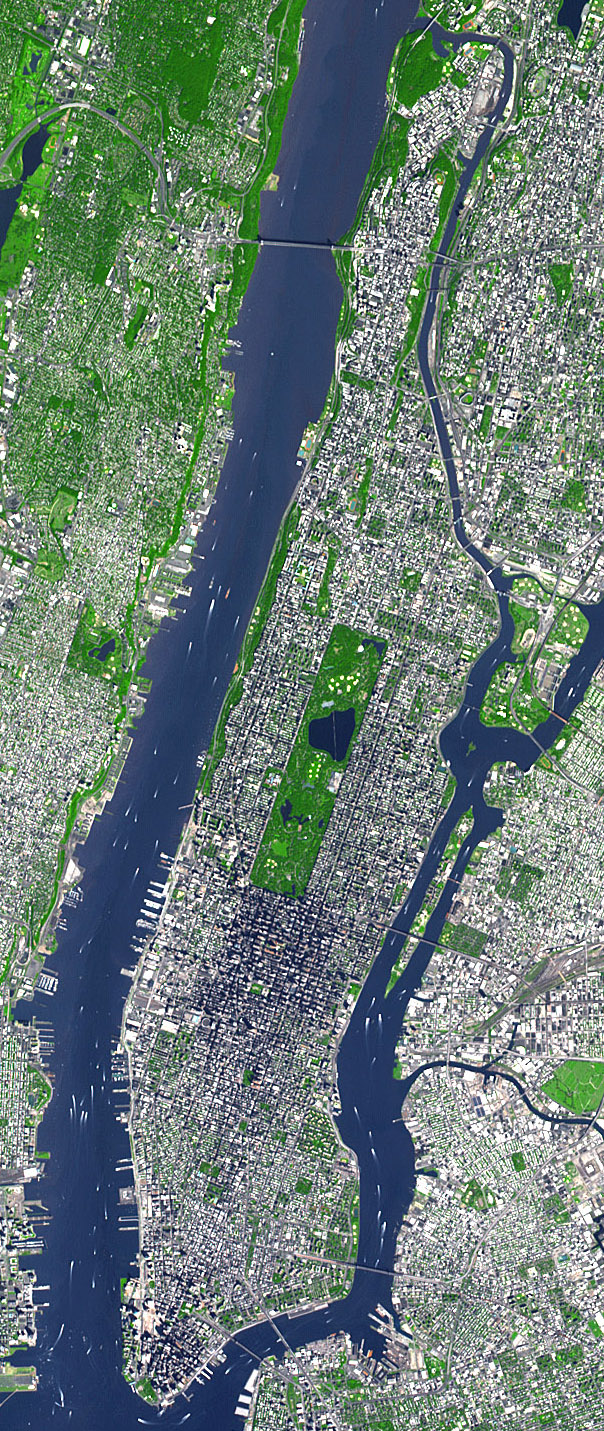
Спутниковый снимок Манхэттена. На западе протекает река Гудзон, с востока — Ист-Ривер. В центре острова расположен Центральный парк

Остров Манхэттен расположен близ впадения реки Гудзон, омывающей его с запада, в бухту Аппер-Нью-Йорк-Бей. От материка, на котором расположен район Бронкс, на северо-востоке Манхэттен отделен проливом Харлем, от острова Лонг-Айленд на востоке и юго-востоке — проливом Ист-Ривер.
Размеры острова Манхэттен: 21 км в длину и 3,7 км в ширину в самой широкой его части; площадь: 58,8 км².
В состав боро Манхэттен (и округа Нью-Йорк) помимо острова Манхэттен входят также небольшой район на материке, Марбл-Хилл, граничащий с Бронксом (см. выше), и несколько небольших островов:
- Остров Рузвельта
- Острова Рэндалс и Уордс, пролив между которыми был засыпан в 1930-х годах
- Эллис
- Либерти
- Говернорс

а также два совсем маленьких островка:
- У-Тант
- Милл-Рок

Боро Манхэттен имеет площадь 87,5 км², из них суша занимает 59,5 км², водная поверхность — 28,0 км² (32 %).
Манхэттен соединён мостами и тоннелями со штатом Нью-Джерси на западе (города Джерси-Сити, Юнион-Сити и Форт-Ли) и тремя другими боро Нью-Йорка на востоке (Бронксом на материке, Куинсом и Бруклином на острове Лонг-Айленд). С пятым районом, Статен-Айлендом, Манхэттен соединяет бесплатный паром через бухту Аппер-Бей (см. Статен-Айленд Ферри). Жители Манхэттена могут попасть на Статен-Айленд также по одному из мостов на Бруклин, а затем по мосту Веррацано.

### Уличная планировка

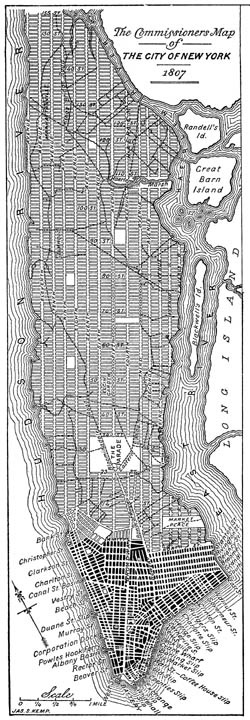
Генеральный план застройки Манхэттена (1807 год)

Бо́льшая часть острова, за исключением исторической южной части Нижнего Манхэттена (Гринвич-Виллидж), застроена по прямоугольному плану. Вдоль острова идут проспекты — авеню (англ. Avenue), а поперёк — улицы («стриты», англ. Street).
Следствием такой планировки является интересный феномен, называемый «Манхэттенское солнцестояние» или «Манхэттенхендж» (англ. Manhattanhenge), по аналогии со Стоунхенджем. Это явление заключается в том, что дважды в год с улиц города можно наблюдать закат солнца за горизонт (в конце мая и в начале июля) и дважды в год — появление солнца из-за горизонта на рассвете (в январе и декабре). В 2006 году такими днями были 28 мая и 12 июля (закат), 11 января и 2 декабря (рассвет).
Большинство проспектов и улиц имеют порядковые номера, по которым легко можно определить их местоположение. Главный проспект Манхэттена — Пятая авеню (Fifth Avenue) — делит остров на две части: восточную и западную. Улицы на восток от Пятой авеню называются восточными (англ. East — восток), например East 15th Street. Та же улица, но к западу от Пятой авеню будет называться западной: West 15th Street. Нумерация домов возрастает от Пятой авеню, так что ближайший к ней дом на 15-й Восточной улице будет иметь номер 1, так же и ближайший к Пятой авеню дом на 15-й Западной улице будет иметь номер 1. Нумерация улиц возрастает с юга на север. Такая схема позволяет легко определить по адресу тот перекрёсток, на котором находится дом, и расстояния в кварталах между двумя адресами.
Другой важной магистралью Манхэттена является Бродвей, который также тянется вдоль острова, но не везде по прямой. Он проходит через весь остров от Бэттери-парка на самом его юге и до конца города, где он переходит в шоссе, идущее на север, к канадской границе.

### Районы

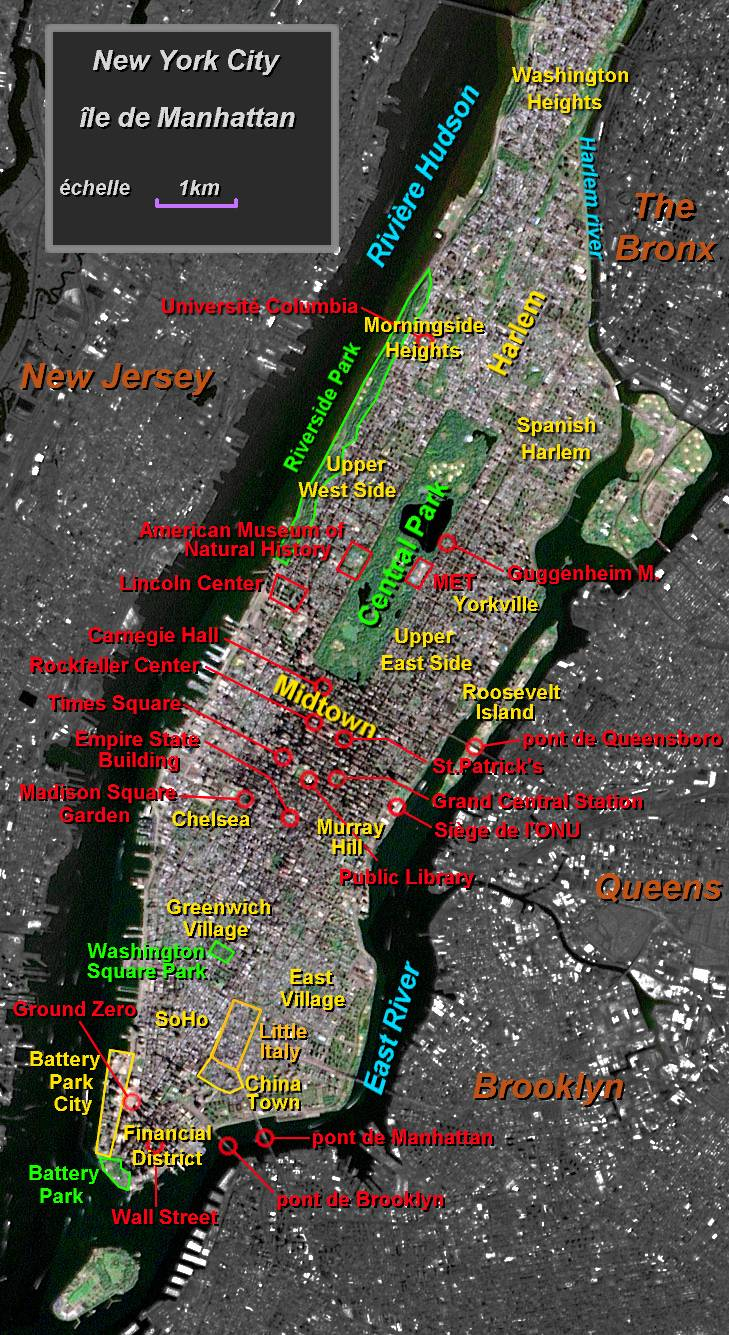
Карта Манхэттена с обозначением исторических районов (жёлтый), парков (зелёный) и основных достопримечательностей (красный)

Как и любой большой город, Манхэттен делится на части. Официально город делится на 12 общественных советов. Основными ориентирами, определяющими неофициальное деление острова на большие районы, являются:
- Пятая авеню.
- Центральный парк.
- 96-я улица.
- 14-я улица.

Западнее Пятой авеню располагается Центральный парк. На его территории могли бы разместиться два княжества Монако, но постоянно проживает здесь лишь 17 человек (по переписи 2000 года). Западной границей Центрального парка служит 8-я авеню (которая здесь называется Central Park West). Парк тянется от 59-й улицы на юге до 110-й улицы на севере.
Территория Манхэттена условно делится на:
- Верхний Манхэттен — граничит с Верхним Ист-Сайдом по 96-й Восточной улице, с Центральным парком и Верхним Вест-Сайдом по 110-й улице.
- Центральный парк.
- Верхний Ист-Сайд — территория восточнее Центрального парка от 96-й Восточной улицы до его юго-восточной границы по 59-й Восточной улице. Состоит из одного 8-го общественного совета.
- Верхний Вест-Сайд — территория западнее Центрального парка от 110-й Западной улицы до его юго-западной границы на 59-й Западной улице, тянется на запад до побережья. Состоит из одного 7-го общественного совета.
- Мидтаун — на севере граничит с Верхним Ист-Сайдом, Центральным парком и Верхним Вест-Сайдом по 59-й улице. На юг тянется до 14-й улицы. С востока на запад тянется от побережья до побережья. Состоит из 4-го, 5-го и 6-го общественных советов.
- Нижний Манхэттен — территория Манхэттена южнее 14-й улицы. Состоит из 1-го, 2-го и 3-го общественных советов.

### Климат
Манхэттен расположен в зоне гумидного субтропического климата (Классификация климатов Кёппена). Благодаря островному положению Манхэттена, температура зимой в городе более комфортная, чем в прилежащих регионах, удалённых от берега. В год выпадает 63,5-88,9 см снега. Весна и осень на Манхэттене — мягкие, лето достаточно жаркое и влажное. Количество жарких дней с температурой 32 °C и выше — 18-25 за сезон. Климат Манхэттена обусловлен Атлантической мультидекадной осцилляцией, 70-летним циклом смены температуры поверхности Атлантического океана с холодной фазы на теплую и наоборот. Большое влияние АМО оказывает на частоту и силу ураганов в регионе.
Летом вечерняя температура несколько повышается (иногда на более, чем 4 °C) за счёт того, что городские здания и дороги отдают накопленное за день тепло. Самая высокая температура (41 °C) была зарегистрирована 9 июля 1936 года, самая низкая (−26 °C) — 9 января 1934 года.
| Показатель                    | Янв. | Фев. | Март | Апр. | Май | Июнь | Июль | Авг. | Сен. | Окт. | Нояб. | Дек. | Год  |
| ----------------------------- | ---- | ---- | ---- | ---- | --- | ---- | ---- | ---- | ---- | ---- | ----- | ---- | ---- |
| Абсолютный максимум, °C       | 22   | 23   | 30   | 35   | 37  | 38   | 41   | 40   | 38   | 34   | 28    | 22   | 41   |
| Средний суточный максимум, °C | 3    | 4    | 10   | 16   | 22  | 26   | 29   | 28   | 24   | 18   | 12    | 5    | 16   |
| Средняя температура, °C       | 0    | 1    | 5    | 11   | 17  | 22   | 24   | 24   | 20   | 14   | 8     | 2    | 12   |
| Средний суточный минимум, °C  | −3   | −2   | 1    | 6    | 12  | 17   | 20   | 19   | 15   | 9    | 5     | −1   | 6    |
| Абсолютный минимум, °C        | −26  | −17  | −15  | −11  | −2  | 6    | 11   | 10   | 3    | −2   | −11   | −17  | −26  |
| Норма осадков, мм             | 88   | 85   | 101  | 91   | 93  | 92   | 108  | 108  | 98   | 93   | 90    | 92   | 1140 |
| Источник: weatherbase         |      |      |      |      |     |      |      |      |      |      |       |      |      |

## Городское управление и округа

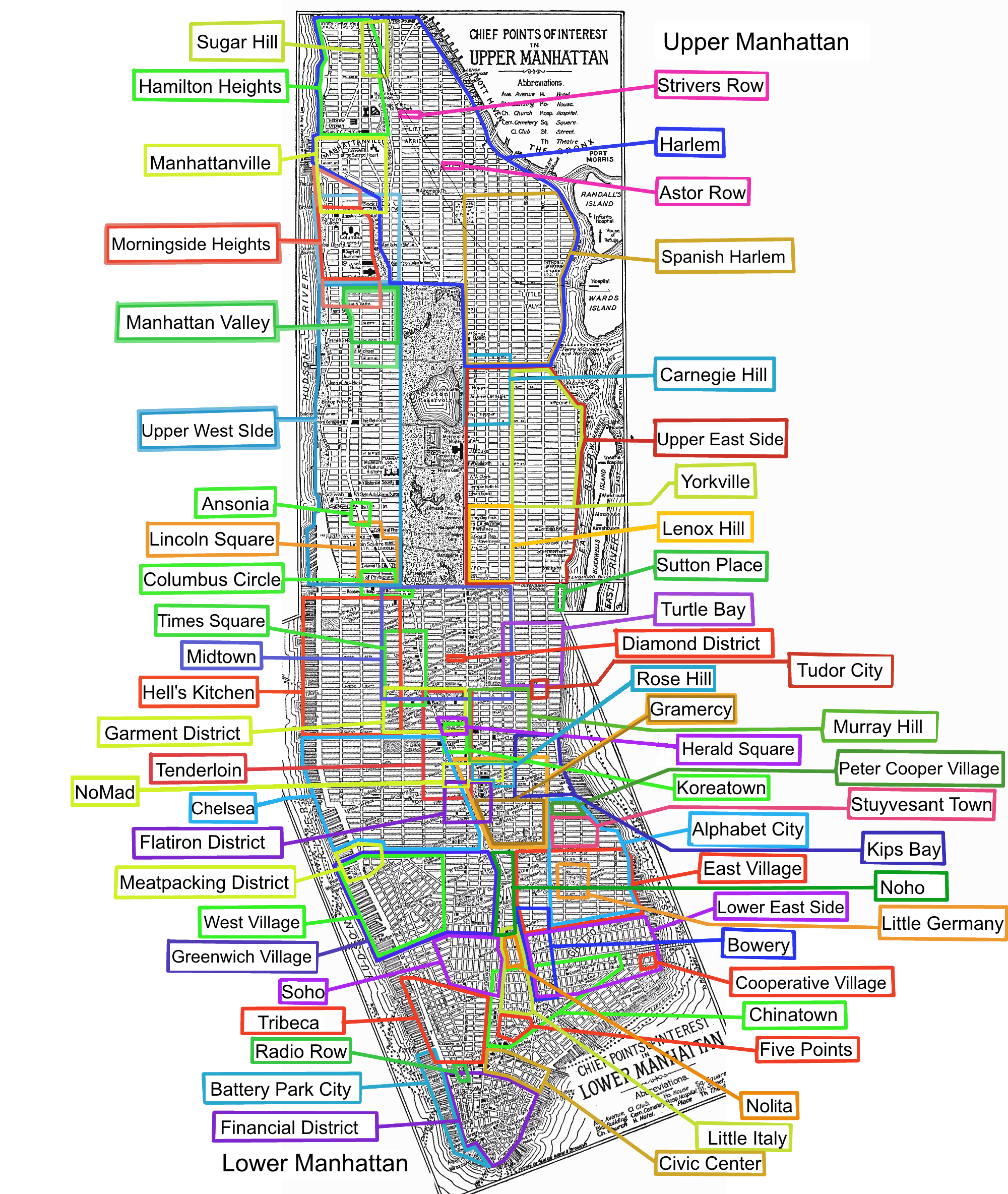
Районы Манхэттена

Границы боро Манхэттен (англ. The Borough of Manhattan — административной единицы города Нью-Йорк) и округа Нью-Йорк (англ. New York County — административной единицы штата Нью-Йорк) совпадают. Однако первый является административной единицей города, а второй — штата. Соответственно, функции местного самоуправления, закреплённые за штатом, выполняют службы округа Нью-Йорк. Функции местного самоуправления, закреплённые за городом, выполняют службы боро.
Территория Манхэттена входит в юрисдикцию 12 общественных советов (англ. Community Board). Члены каждого общественного совета утверждаются президентом боро. В каждый совет входит по 50 человек, которые не получают заработной платы за членство. Члены общественных советов имеют право обращаться в городской совет с различными вопросами, касающимися жизни округа. Хотя они и не имеют права требовать удовлетворения своих запросов, эти запросы рассматриваются и, как правило, удовлетворяются.
В каждом округе имеются более мелкие образования — нейборхуды (англ. neighbourhoods). Районы не имеют административного статуса. Марбл-Хилл, единственный из районов Манхэттена, находящийся на материке, входит в состав 8-го общественного округа Бронкса.

## Население
Манхэттен (округ Нью-Йорк) — это округ с самой высокой плотностью населения в США — 25 850 чел/км², причём он является одним из самых маленьких округов в США и занимает площадь 59,476 км². В 1910 году был достигнут пик 46 429 чел/км².
В соответствии с переписью 2000 года в боро жило 1 537 195 человек. По оценке Бюро переписи США 2003 года — 1 565 000 жителей.
- Возрастная структура:
  - До 18 лет — 16,8 %
  - От 18 до 24 лет — 10,2 %
  - От 25 до 44 — 38,3 %
  - От 45 до 64 — 22,6 %
  - Старше 65 — 12,2 %

Средний возраст — 36 лет.
Соотношение между численностью женщин и мужчин — 100 к 90,3; в возрасте 18 лет и старше — 100 к 87,9.
- Расовый состав:
  - «Белые» — 54,36 %
  - «Чёрные» (афроамериканцы) — 17,39 %
  - Индейцы и коренное население Аляски — 0,50 %
  - «Азиаты» — 9,40 %
  - «Тихоокеанские народы» — 0,07 %
  - Прочие — 14,14 %
  - Смешанные — 4,14 %
- Межрасовые группы (неполный список):
  - Латиноамериканцы (любой расы) — 27,18 %
  - Евреи — 20,5 %
- По стране происхождения (неполный список):
  - Ирландия — 7,48 %
  - Италия — 7,10 %
  - Германия — 6,63 %
  - Англия — 5,43 %
  - Россия — 4,93 %
- Домашний язык иной чем английский — 41,9 %

### Религия
Согласно данным Ассоциации религиозной статистики (англ.), распределение населения Манхэттена по исповедуемой религии в 2000 году было следующим:
- Католики — 564 505 человек, более 36 %, 110 общин
- Иудеи — 314 500 человек, 20,5 %, 102 общины
- Протестанты — 139 732 человека
- Мусульмане — 37 078 человек, 16 общин
- Православные — 12 033 человека, 24 общины
- Прочие вероисповедания — 7527 человек[6]
- Не указали религиозную принадлежность 461 820 человек

### Домохозяйства
Некоторые характеристики домашних хозяйств:
- Число домохозяйств — 738 644
- Средняя плотность домохозяйств — 25 849,9/км²
- Доля хозяйств с детьми до 18 лет — 17,1 %
- Доля хозяйств из мужа и жены, живущих вместе — 25,2 %
- Доля хозяйств с женщиной без мужа — 12,6 %
- Доля хозяйств, состоящих из одиночек — 59,1 %
  - В том числе 65 лет и старше — 10,9 %
- Средний размер хозяйства — 2,0 чел.
- Средний размер семьи — 3 чел.

### Доходы
Манхэттен — один из самых богатых в США округов с населением более 1 млн человек. Это одно из мест с наибольшей концентрацией капитала в США. В частности, в районе Верхний Ист-Сайд с населением более 100 тысяч человек годовой доход на душу населения превышает 90 тысяч долларов.

## Политика
Как и в других округах города Нью-Йорка, у Манхэттена нет полного правительства округа, но есть его отдельные органы, такие как чиновники, суд, прокуратура. Во главе управления боро стоит избираемый президент. С начала 2022 года эту должность занимает демократ Марк Левайн.
Манхэттен исторически является одним из оплотов Демократической партии. Начиная с 1924 года Манхэттен ни разу не голосовал за республиканского кандидата на выборах президента США. Члены Республиканской партии составляют меньшинство избирателей. Лишь в относительно консервативных районах — Верхнем Истсайде и на Уолл-стрит — они составляют более 20 %.